# Carling King
Carling King est un cheval de sport irlandais, qui a été monté en saut d'obstacles par le cavalier Irlandais Kevin Babington.

## Histoire
Carling King a été acheté à 7 ans pour servir de cheval de selle à son propriétaire, l'amateur Saly Glassman. Après son arrivée aux États-Unis, son talent (et sa nature délicate) est découvert. L'Irlandais Kevin Babington s'occupe de Carling King peu de temps après. Depuis, le cheval a pris la huitième place des Jeux équestres mondiaux de 2002 à Jerez de la Frontera en Espagne, et a remporté de multiples Coupes des nations en 2003. En 2001, il a été le leader de la Samsung Nation Cup. Kevin et Carling King ont fini 4e en individuel aux Jeux olympiques d'été de 2004 à Athènes. Après avoir remporté plusieurs grands concours en 2004, Carling King a été mis sur la touche à cause d'une blessure à l'un de ses ligaments. 
Carling King a été officiellement mis à la retraite le 9 mars 2007, à l'âge de 16 ans. Il a été euthanasié le 16 février 2014

## Description
King est célèbre pour sa constance en compétition et son style technique. Bien que la plupart de ses palefreniers le trouvent doux, il était connu pour être un peu difficile et, à l'occasion, pour mordre le bras de ceux qui ne lui prêtent pas suffisamment d'attention.

## Héritage
Avant son arrivée aux états-Unis, "King", comme il était surnommé, a été champion des 5 ans, du prestigieux RDS Dublin Horse Show avec Michael Buckley. Le concours a été renommé en son honneur le Carling King Five Year Old National Championship.